# 스트라락시우스과
스트라락시우스과(Strahlaxiidae)는 십각목 가재아재비하목에 속하는 갑각류과의 하나이다.

## 분류
- 스트라락시우스과(Strahlaxiidae) Poore, 1994
  - Neaxiopsis K. Sakai & de Saint Laurent, 1989
  - Neaxius Borradaile, 1903
  - 스트라락시우스속(Strahlaxius) Sakai & de Saint Laurent, 1989